# Václav Kozák
Václav Kozák (Vrbno nad Lesy, 1937. április 14. – Terezín, 2004. március 15.) olimpiai és Európa-bajnok cseh evezős.

## Pályafutása
Fiatal korában kerékpárversenyzéssel próbálkozott, majd a csehszlovák kormányos négyes 1952-es helsinki olimpiai sikere után váltott az evezésre. 1955-ben egypárevezősben ifjúsági országos bajnok lett. 1957-ben nyerte első felnőtt bajnoki címét, amelyet még 14 követett később különböző versenyszámokban.
Az 1960-as római olimpián kétpárevezősben Pavel Schmidttel olimpiai bajnok lett. Az 1959-es Európa-bajnokságon ezüst, az 1961-esen bronzérmes lett kétpárevezősben Schmidttel. 1963-ban egypárevezősben lett Európa-bajnok, majd 1965-ben a kormányos négyes tagjaként bronzérmet szerzett.
Visszavonulása után katonatisztként és a Dukla Praha edzőjeként dolgozott. Számos világ- és olimpiai érmes versenyző nevelőedzője volt. 1991-ben vonult nyugdíjba ezredesi rangban. Később alkohol problémával küzdött és emiatt egy időre hajléktalan is lett.

## Sikerei, díjai
- Olimpiai játékok
  - aranyérmes: 1960, Róma (kétpárevezős)
- Európa-bajnokság
  - aranyérmes: 1963
  - ezüstérmes: 1959
  - bronzérmes: 1961, 1965